# William Farquhar
El Mayor general  William Farquhar fue un empleado de la Compañía Británica de las Indias Orientales, y fue el primer residente de la colonia de Singapur.

## Su juventud
Farquhar nació cerca de Aberdeen en 1774, y se unió a la Compañía de las Indias Orientales como cadete cuando tenía 20 años. Llegó a Madras, el 19 de junio de 1791, y poco después, el 22 de junio de 1791, fue promovido como oficial de bajo rango,  encargado de los Ingenieros en Madras. Dos años más tarde, el 16 de agosto de 1793, se convirtió en teniente de Ingenieros.

## Su carrera

### Malacca
Farquhar fue ingeniero en jefe de la fuerza expedicionaria que llevó a los neerlandeses  a Malaca, el 18 de agosto de 1795. El 1 de enero de 1803 fue ascendido al rango de capitán. Desde 1803 se desempeñó como Residente de Malaca, y obtuvo el cargo de “Jefe Mayor” del Cuerpo, el 26 de septiembre de 1811, antes de ser nombrado oficialmente Residente y Comandante de Malaca, en diciembre de 1813, cargo que ocupó durante varios años, estuvo a cargo de las oficinas, tanto civiles como militares, hasta que regresó en septiembre de 1818 a sus tierras neerlandesas. Durante su permanencia, ayudó en misiones alrededor de la región, incluyendo la invasión británica de Java dirigida por el Gobernador General de la India Gilbert Elliot-Murray-Kynynmound, 1 º Conde de Minto o Lord de Minto y el Sir Stamford Raffles en agosto de 1811.
Aprendió el idioma Malayo, y se casó con una muchacha de Malaca, Nonio Clemente (con quien tuvo seis hijos), y fue conocido popularmente como el “Rajá de Malaca”.
Como ingeniero, estableció su reputación gracias a su larga y exitosa carrera como residente de Malaca, encargo que se le encomendó cuando pasó de los  neerlandés a manos británicas. Una tarea que le había dado el Gobierno británico fue demoler todas las estructuras dejadas por los antiguos ocupantes; voló las fortificaciones con pólvora pero dejó algunos edificios en pie, mostrando sensatez al momento de llevar adelante su tarea.

### Singapur
Con su vasta experiencia malaya, y un conocimiento íntimo de la política local, el mayor Farquhar  fue encomendado a ayudar a Sir Stamford Raffles a encontrar una solución en la isla de Singapur. Ayudó a negociar el acuerdo provisional del 30 de enero de 1819 con el cacique local Temmengong Abdul Rahman de Johore, y el acuerdo de un Tratado de Singapur más formal, el 16 de febrero de 1819, que firmó con  Raffles Temmengong y Su Alteza el  sultán Hussein Mohammed Shah, que confirmaba el derecho de los británicos para establecer un puesto de comercio. Al día siguiente, el 17 de febrero de 1819, Raffles designó a Farquhar como el ‘’’primer ciudadano de Singapur’’’  para desarrollar la colonia de acuerdo a un plan específico que Raffles había elaborado, donde se solicitó a  Farquhar administrar la colonia, cuando  Stamford Raffles dejó la isla, durante cuatro años.
Farquhar  fue nombrado como el primer gobernador de Singapur,  residente británico y  Comandante de Singapur desde 1819 hasta 1823.
Farquhar tomó un enfoque más al estilo laissez-faire, que era muy conveniente para los comerciantes locales que habían permanecido en el lugar. En su nuevo puesto, rápidamente se puso a limpiar la llanura en el norte y el margen oriental del río Singapur. Los hechos de este nuevo emprendimiento pronto se extendieron por toda Europa, y Singapur se convirtió en una ciudad cosmopolita y pujante.
La comunicación con Raffles en Bencoolen y la Compañía de la India Oriental en Calcuta eran tan pobres que durante más de tres años, Singapur se desarrolló por cuenta propia, con Farquhar a la cabeza. El 9 de mayo de 1821, William Farquhar fue ascendido al rango de teniente coronel. A pesar de sus muchos logros positivos en el período formativo de desarrollo de Singapur, adoptó medidas en su administración que entraba en conflicto con las instrucciones de Raffles, en particular al permitir la construcción de casas y “godowns” en el Padang, y en los bancos cerca del Río Singapur. Su justificación era que debido a la rápida expansión de la ciudad “no se oía otra queja, más que la falta de más terrenos para poder construir ".
Sin embargo, cuando Raffles volvió, estaba muy furioso al descubrir que sus planes habían sido abandonados y que, además, ciertos vicios locales, (tales como el comercio de opio y de esclavos),  estaban siendo tolerados. Inmediatamente Raffles despidió a Farquhar, quien en principio se negó a salir, y posteriormente acusó a Raffles de ejercer un gobierno tiránico. Los conflictos que surgieron durante la estancia final de Raffles en Singapur, en 1822-23, condujeron a su despido el 1 de mayo de 1823, y fue sucedido por el Residente, el Dr. John Crawfurd. Aun así, Farquhar permaneció en Singapur durante unos meses más.
Farquhar recibió el rango de general, y se retiró a Perth, en Escocia, en 1829, donde compró dos grandes casas georgianas construidas recientemente (una para su hermano, un capitán de la marina) y donde construyó una sala de billar para el entretenimiento de sus muchos amigos. Se casó de nuevo, y murió en 1839. Farquhar posee un mausoleo en Cementerio Greyfriars.

### Dibujos de Historia Natural

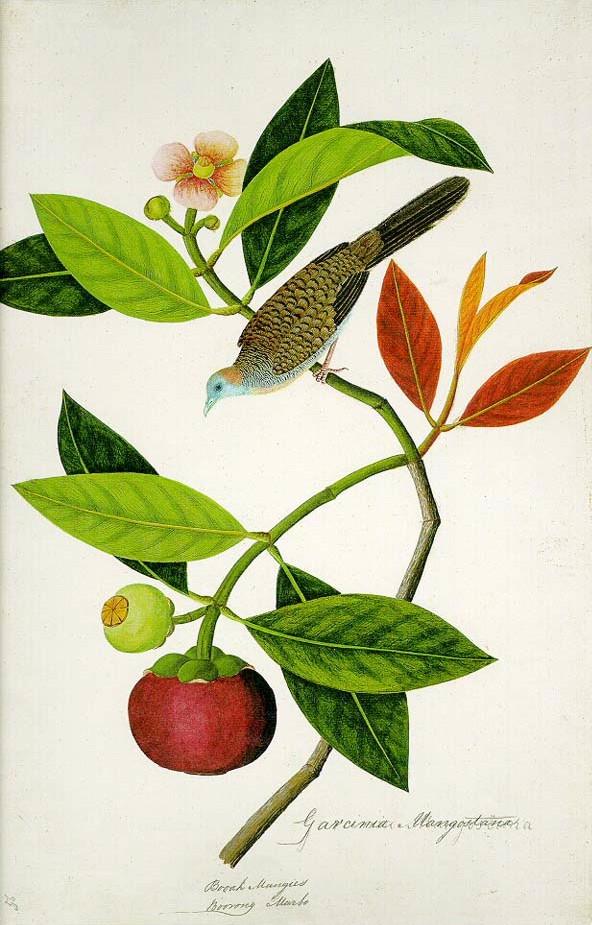
Garcinia mangostana

Entre 1819 y 1823 Farquhar coordinó a varios artistas chinos desconocidos, para ilustrar la flora y la fauna local. Este proyecto resultó en 477 acuarelas de plantas, mamíferos, aves, reptiles, peces e insectos que se encuentran en Malaca y Singapur. Estas pinturas desempeñaron un papel fundamental en la revelación de la biodiversidad de la región occidental para los naturalistas, y son interesantes en la mezcla lograda entre las técnicas orientales muy estilizadas y el realismo del arte occidental. "La Colección de Dibujos William Farquhar de Historia Natural", muestra 141 de estas ilustraciones, y se publicó en el año 2008.

## Su despedida en Singapur
En una cena de despedida con los principales comerciantes y habitantes británicos el 27 de diciembre de 1823, se entregó una placa al coronel William Farquhar, por un valor de 3.000 rupias, como regalo de despedida. Poco después, finalmente partió de Singapur a Malaca, Penang y Calcuta en camino de regreso a su hogar en Inglaterra. La popularidad de Farquhar con Asia y la comunidad europea de Singapur fue atestiguada por Munshi, Abdullah bin Abdul Kadir, en su Hikayat Abdullah. Un ejemplo fue, el conmovedor relato de la salida de Farquhar de Singapur a finales de diciembre de 1823, que fue confirmado por un informe en uno de los periódicos de Calcuta, que dice que en ese día cuando salió, fue acompañado a la playa por la mayoría de los habitantes del asentamiento Europeo, así como de «una gran concurrencia de asiáticos de cada clase social”. Como homenaje, los soldados formaron una guardia de honor desde su casa hasta el lugar de emabrque, donde lo  saludaron según la tradición de su rango. Entonces, muchos barcos de Asia le acompañaron durante su travesía a bordo del "Alexander", y mientras ellos navegaban, algunos de los buques siameses dispararon salvas en saludo de honor. Una acogida similar, con satisfacción y homenajes, también le esperaba en el Estrecho de Malaca y Penang.
Murió en Perth, Escocia.